# Tropihalacarus spio
Tropihalacarus spio is een mijtensoort uit de familie van de Halacaridae. De wetenschappelijke naam van de soort is voor het eerst geldig gepubliceerd in 1999 door Otto & Bartsch.